# Sagrantino di Montefalco
Le Sagrantino di Montefalco  ou encore Montefalco Sagrantino est un vin rouge DOCG d'Italie produit dans la région  de Montefalco, ville de  la province de Pérouse.

## Région de production
Le Montefalco Sagrantino ou Sagrantino di Montefalco est un vin DOCG dont la production est consentie uniquement dans la commune de Montefalco et partiellement dans celles de Bevagna, Gualdo Cattaneo, Castel Ritaldi et Giano dell'Umbria dans la province de Pérouse,.

## Histoire du Sagrantino di Montefalco
Le premier document officiel citant le nom du cépage remonte au XVIe siècle.
Le raisin était probablement récolté par les moines franciscains qui en obtenaient un breuvage destiné aux rites religieux dont serait issu le terme Sagrantino.
L'origine du cépage serait issu par la sélection de clones locaux ou d'importation par l'intermédiaire de moines byzantins. 
À partir de la première moitié du XIVe siècle les statuts communaux de la région comportaient déjà des lois régissant le cépage et le vin. En 1540, une ordonnance communale établissait officiellement la date du début des vendanges.
Cette date est commémorée chaque année par la Confraternita del Sagrantino qui annuellement au mois de septembre rassemble sur la place de Montefalco les paysans et passants pour la cérémonie d'inauguration des vendanges et pour la lecture de l'ordonnance originale. 
Un autre personnage lié à l'histoire du Sagrantino di Montefalco est le cardinal Boncompagni, très lié à Pérouse qui en l'an 1622 aggrava les sanctions pour toute personne surprise dans la coupe du cépage.
Au début du XIXe siècle, l'historien Serafino Calindri cite la zone de Montefalco et ses environs comme zone de production des meilleurs vins de l'état pontifical.
Bien que la qualité du vin de la région soit reconnue, le cépage périclita à la suite des dégâts occasionnés par la Seconde Guerre mondiale et aux reconstructions qui en suivirent et ce n'est que dans les années 1960 grâce à l'action de vignerons passionnés et habiles que le Sagrantino retrouva ses lettres de noblesse pour redevenir le principal cépage de la zone de Montefalco et de l'Ombrie. Il obtient d'abord l'appellation DOC (1979) et ensuite DOCG (1992). Le consortium de tutelle a été instauré en 1981.

## Caractéristiques organoleptiques
Le Sagrantino di Montefalco DOCG produit phare de la production, implique l'utilisation de 100 % de raisin sagrantino avec un minimum de 30 mois de vieillissement dont au moins 12 dans des fûts en bois.
- Couleur : Rouge rubis intense avec reflets violacés tendant vers le grenat selon le vieillissement.
- Parfum : parfum caractéristique et délicat avec des senteurs de mûres.
- Goût : sec, chaleureux, légèrement tannique, robuste et harmonieux.

## Sources
- Voir liens externes